# Karl Wondrak (Fußballspieler)
Karl Wondrak (* 6. September 1895; † 27. April 1973) war ein österreichischer Fußball-Nationalspieler. Der Flügelstürmer wurde mit Rapid sechsmal österreichischer Meister und erreicht das Finale im Mitropapokal 1927.

## Karriere
Karl Wondrak spielte von 1914 bis 1927 in der Ersten Klasse für Rapid, die angestammte Position des Stürmers war der rechte Flügel. Er begann seine Karriere ursprünglich beim Hütteldorfer Lokalrivalen WAF, konnte sich aber letztlich problemlos ins Angriffsspiel der Grün-Weißen einfügen; seine rasanten Vorstöße sorgte auch für einige Tore.
Mit Rapid wurde er insgesamt sechsmal österreichischer Meister, gewann 1919 und 1920 die ersten beiden österreichischen Cupbewerbe und erreichte in seiner letzten Saison noch das Finale des Mitropapokals 1927, welches an den AC Sparta Prag ging. Als wichtige Stütze ließ er sich während des Ersten Weltkriegs nicht einmal von einer Malariaerkrankung von der Teilnahme an den Meisterschaftsspielen fernhalten.
In die österreichische Nationalmannschaft kam Karl Wondrak bereits früh, gab sein Debüt am 4. Oktober 1914 in Budapest gegen Ungarn. Damals fand allerdings am selben Tag ein Städtespiel gegen Berlin statt, in dem die eigentliche „Nationalmannschaft“ spielte. So erstreckt sich Karl Wondraks Teamkarriere eigentlich auf die Jahre 1919 bis 1924, insgesamt kam er 15 Mal am österreichischen Flügel zum Zug und schoss dabei auch drei Tore.
Nach dem Rücktritt von seiner aktiven Karriere 1928 blieb er weiterhin bei Rapid und übernahm lange Zeit gemeinsam mit Richard Kuthan die Betreuung des Nachwuchses. 1933 verließ er Rapid und wurde Trainer des Erstligaaufsteigers SV Donau. Nach dem Krieg war er auch als Trainer in Gmünd sowie 1948 beim Wiener Sport-Club tätig.

## Erfolge
- 1-mal Finale Mitropacup: 1927
- 7-mal Österreichischer Meister: 1914 (mit WAF), 1916, 1917, 1919, 1920, 1921, 1923
- 3-mal Österreichischer Cupsieger: 1919, 1920, 1927

- 15 Länderspiele und 3 Tore für die österreichische Fußballnationalmannschaft von 1914 bis 1924